# Benbie Brook
Benbie Brook – strumień (brook) w kanadyjskiej prowincji Nowa Szkocja, w hrabstwie Pictou, płynący w kierunku północno-zachodnim i uchodzący do West River of Pictou; nazwa urzędowo zatwierdzona 22 marca 1926.